# Bassie & Adriaan: De Huilende Professor
Bassie & Adriaan: De Huilende Professor (1982) is de vierde televisieserie van het Nederlandse televisieduo Bassie en Adriaan.

## Verhaal
Ondanks de grappen en grollen van Bassie en Adriaan moeten steeds meer mensen huilen. Dit huilen wordt veroorzaakt door een gestoorde professor, Archibald Chagrijn, die met zijn griengas de hele wereld wil laten huilen. Hij is door een ongeluk met een van zijn experimenten doorgedraaid, en verkeert nu in de waan dat lachen slecht is. Wanneer Bassie en Adriaan op een dag Joris, de handlanger van de professor, betrappen bij hun caravan, beramen ze met de politie een plan om de professor op te sporen. Ze laten Joris opzettelijk ontsnappen uit het politiebureau en volgen hem wanneer hij terugkeert naar de professor. Ze achtervolgen hem met een vliegtuig. Dat gaat bijna fout als eerst Bassie en daarna ook Adriaan tijdens het vliegen in slaap vallen. Robin maakt ze, nadat ook Adriaan uiteindelijk in slaap is gevallen, net op tijd wakker. De professor blijkt zich schuil te houden op de Canarische Eilanden. Hij blijkt echter naast Joris ook nog een heel leger van gehypnotiseerde soldaten tot zijn beschikking te hebben. Deze soldaten doen alles wanneer de professor ze onder spuit met hypnosegas. Dit maakt het extra lastig om hem tegen te werken. Bassie en Adriaan krijgen echter wel hulp van iemand die hen van achter de schermen voorziet van informatie en hulpmiddelen. Bassie en Adriaan ontdekken uiteindelijk dat de professor met een grote bom in één klap een lading griengas over de wereld wil verspreiden. Adriaan dringt echter binnen en vervangt de bom door lachgas, waardoor iedereen gaat lachen. Het gas is ook van invloed op de professor, die weer bij zinnen komt en zijn fouten gaat inzien. De geheimzinnige helper van Bassie en Adriaan blijkt naderhand een inspecteur te zijn van de Belgische politie die was geïnfiltreerd in de organisatie van de professor.

## Achtergrond
Het is de laatste serie die door Joop van den Ende werd geproduceerd. Een reden om deze serie te maken was omdat het bezoekersaantal van Circus Bassie en Adriaan terugliep. Van den Ende vond dat deze televisieserie serieuzer en meer diepgang moest krijgen dan de vorige series. Aad van Toor zag dit niet zitten, maar probeerde toch iets anders te schrijven dan de reguliere boefjes als tegenstander. Uiteindelijk creëerde hij het personage Professor Chagrijn. Van den Ende stelde voor een menselijke robot in het verhaal verwerken. Aad vond dit niet praktisch en dacht dat kinderen hier bang van zouden worden, net als het personage de Plaaggeest. Uiteindelijk vonden ze een compromis en bedacht Aad een kleine robot met de naam Robin. 
Aad besloot door de verschillende creatieve meningsverschillen de serie niet te regisseren en te monteren. Voor de regie werd daarom Guus Verstraete teruggevraagd. Verstraete heeft deze serie laten opnemen op video. Dit was destijds de nieuwste technologie, goedkoper en makkelijker te monteren. Enkel de onderwaterscènes, de scène waarin Adriaan een vrije val maakt en het liedje We reizen met het hele circus zijn op 16mm film opgenomen.
De binnenopnames van het laboratorium van de professor werden in de Vlaardingse Unilever Research laboratorium opgenomen. Aanvankelijk zouden alle buitenopnamen in Malta gedraaid worden, maar doordat de Maltezer autoriteiten bij het verstrekken van allerlei vergunningen erg laks waren besloot Aad zijn draaiboeken te wijzigen en toe te spitsen op Gran Canaria en Lanzarote. Deze opnames vonden plaats in januari 1982.
Door pech, fouten en onkunde van de aangestelde productie werd de helft van de opnames in Lanzarote geschrapt, waardoor de serie drie afleveringen korter is geworden dan gepland. Hierdoor zijn een aantal ongebruikte locaties in de vervolgserie Het geheim van de schatkaart verwerkt.
In eerste instantie was het de bedoeling deze serie niet meer te vertonen nadat deze bij de TROS in 1984 en 1986 in zijn originele vorm werd herhaald, omdat Bas en Aad enkele fragmenten in de serie verwerkt zagen die hen absoluut niet aanspraken. Daarom verscheen deze serie (net als de serie De Plaaggeest) niet in de reguliere CNR video reeks uit begin jaren 90. In 1992 bleek er echter een illegale uitgave te zijn op VHS. Aad kocht daarom de rechten op bij Joop van den Ende B.V. om zo deze uitgave stop te zetten. Vervolgens hermonteerde hij de serie in acht afleveringen, die vanaf 11 oktober 1992 werd uitgezonden op Kindernet.
Uiteindelijk werd deze versie van de serie in 1994 uitgebracht, met een reclameactie voor een slagersorganisatie. In 6 weken werden er 251.000 banden van driedelige uitgave verkocht.
In 2003 werd de serie digitaal geremasterd en uitgebracht op dvd met deels nieuwe muziekarrangementen.
In 2005 kreeg Aad van Toor na een rechtszaak voor een deel de originele opnamebanden in zijn bezit. Hierdoor kon in 2019 op YouTube een nieuwe nabewerking geplaatst worden. Aflevering 6 en 7 bevatten nu nooit vertoonde en alternatieve scènes.

## Personages
| Personage                          | Acteur                                                                |
| ---------------------------------- | --------------------------------------------------------------------- |
| Bassie                             | Bas van Toor                                                          |
| Adriaan                            | Aad van Toor                                                          |
| Professor Archibald Chagrijn       | Paul van Gorcum                                                       |
| Joris                              | Hans Leendertse                                                       |
| De kapitein / Jeroen van der Steen | Hans Otjes                                                            |
| Stem Robin de robot                | Guus Verstraete jr. (origineel 1982), Ina van Toor (nabewerking 2003) |
| Stem chef geheime dienst           | Bas van Toor                                                          |
| Inspecteur Van der Steen           | Dick Rienstra                                                         |
| Inspecteur Kaletie                 | Joop Hooghiemstra                                                     |
| Verslaggever                       | Guus Verstraete jr.                                                   |
| Hotelmedewerker                    | Guus Verstraete jr.                                                   |
| Vrouw met krant in hotel           | Karen Verstraete                                                      |
| Huilende man                       | Frans Vrolijk                                                         |
| Huilende vrouw                     | Suze Broks                                                            |

- In de scène (aflevering 10: De professor gevonden of aflevering 8: De verwisseling) waarin de professor en zijn (groene) mannen feest vieren speelt Aad van Toor de rol van professor en Bas van Toor een van de (groene) mannen. Deze scène is in werkelijkheid opgenomen in de Drunense duinen. Van Gorcum kon deze dag niet aanwezig zijn.[7]

## Afleveringen
| №  | Titel                                     | Eerste uitzenddatum Nederland |
| -- | ----------------------------------------- | ----------------------------- |
| 1  | Wat er ook gebeurt, altijd blijven huilen | 4 april 1982                  |
| 2  | De kapotte wekker-radio                   | 21 mei 1982                   |
| 3  | De geheime opdracht                       | 30 mei 1982                   |
| 4  | De achtervolging                          | 27 juni 1982                  |
| 5  | Op het goede spoor                        | 25 juli 1982                  |
| 6  | Geheime agenten                           | 22 augustus 1982              |
| 7  | De valstrik                               | 19 september 1982             |
| 8  | De geheimzinnige helper                   | 11 oktober 1982               |
| 9  | Bassie verdwenen                          | 8 november 1982               |
| 10 | De professor gevonden                     | 6 december 1982               |

Later zijn de afleveringen in de (na)bewerking opnieuw gemonteerd.
| № | Titel                            |
| - | -------------------------------- |
| 1 | Het griengas                     |
| 2 | Lachen of huilen                 |
| 3 | Operatie Huilebalk               |
| 4 | Joris op het spoor               |
| 5 | Het signaal van de professor     |
| 6 | Problemen met Robin              |
| 7 | De schuilplaats van de professor |
| 8 | De verwisseling                  |

## Liedjes
Tekst: Aad van Toor
Muziek: Aad van Toor / Maurizio Mantille
| Nummer | Liedje                           | Opmerking                                                 |
| ------ | -------------------------------- | --------------------------------------------------------- |
| 1      | In het circus                    |                                                           |
| 2      | Als ik de dierentaal kon spreken |                                                           |
| 3      | Zeg stel je eens voor            |                                                           |
| 4      | Zo vrij als een vogel            |                                                           |
| 5      | Geheime agenten                  |                                                           |
| 6      | Rustig, rustig, rustig           |                                                           |
| 7      | We reizen met het hele circus    | (aftiteling dvd, in de huidige uitzendingen niet te zien) |

(Deze liedjes staan bij de verwijderde scènes)
| Nummer | Liedje                        | Opmerking                              |
| ------ | ----------------------------- | -------------------------------------- |
| 1 (8)  | Ga naar het bos of het strand | (niet gefilmd vanwege gebrek aan tijd) |
| 2 (9)  | Ook een clown                 | (als verwijderde scène op dvd)         |

## Achtergrondmuziek
| Uitvoerder (+ Muziekschrijver) | Titel               | Gebruikt in/bij                      | Album                             |
| ------------------------------ | ------------------- | ------------------------------------ | --------------------------------- |
| T.H.P. Orchestra               | Theme From S.W.A.T. | achtervolgingsscènes                 | TV Themes 1976                    |
| Geoff Love                     | Tubular Bells       | spannende scènes                     | Big terror TV Themes - Geoff Love |
| Geoff Love                     | Airport '75         | spannende scènes                     | Big terror TV Themes - Geoff Love |
| Vangelis                       | Spiral              | scènes bij de schuilplaats professor | Spiral-Vangelis 1977              |

De originele afleveringen uit 1982 bevatten weinig muziek. Net zoals in de voorgaande series werd voor de leader Het titelliedje Bassie en Adriaan gebruikt, echter toen opnieuw ingezongen met een kinderkoor en nieuwe muziekarrangementen. Tijdens een nabewerking in 1992 werd deze leader vervangen door Hallo vriendjes van Aad Klaris en werden de volgende nummers als achtergrondmuziek toegevoegd aan scènes waar oorspronkelijk geen muziek te horen was:
| Uitvoerder (+ Muziekschrijver) | Titel                    | Gebruikt in/bij               | Album                              |
| ------------------------------ | ------------------------ | ----------------------------- | ---------------------------------- |
| Aad Klaris                     | Diverse deuntjes         | Diverse scènes                |                                    |
| Jean Michel Jarre              | Magnetic Fields          | achtervolgingsscènes          |                                    |
| John Carpenter                 | Theme From Halloween     | dreigende scènes              |                                    |
| Mike Oldfield                  | Tubular Bells            | spannende scènes              | Tubular Bells - Mike Oldfield 1973 |
| Clannad                        | Child Of The Sea         | diverse scènes                | Atlantic Realm                     |
| Clannad                        | Signs Of Life            | professor in griengasmagazijn | Atlantic Realm                     |
| Vangelis                       | Life Of Antarctica       | B&A kijken in de krant        | Antarctica (1983)                  |
| Vangelis                       | Other Side Of Antarctica | hoorspel-droom                | Antarctica (1983)                  |

In 1997 werden bij enkele afleveringen de toevoegingen uit 1992 weggehaald en werd er nieuwe muziek toegevoegd aan scènes waar oorspronkelijk geen muziek te horen was. Deze muziek werd speciaal gemaakt voor de televisieseries van De geheimzinnige opdracht en De reis vol verrassingen door Aad van Toor en Bert Smorenburg. De leader was bij sommige afleveringen ook vervangen door de nieuwe versie van Hallo vriendjes door Smorenburg, terwijl bij andere afleveringen de versie van Klaris werd gebruikt. De serie bevatte op televisie toen zowel muziek van Smorenburg, Klaris en de andere toevoegingen uit 1992. De VHS dubbelbox uit 1997 bevat echter alleen de muziek van Bert Smorenburg naast de originele muziek.
Tijdens de digitale opknapbeurt in 2003 werden alle nabewerkingen van afgelopen jaren ongedaan gemaakt en werd de muziek van Aad van Toor en Bert Smorenburg weer opnieuw geplaatst, echter nu in alle afleveringen en in stereo-kwaliteit. Ook werd de originele Tubular Bells van Mike Oldfield opnieuw toegevoegd. De oorspronkelijke muziek uit 1982 bleef behouden en de oorspronkelijke leader van deze serie Het titelliedje Bassie en Adriaan uit 1982 werd weer teruggehaald. De achtergrondmuziek van Aad van Toor en Bert Smorenburg is te beluisteren via:
- De cd Bassie en Adriaan Original Soundtrack Album uit 2004.
- Het digitale Bassie en Adriaan Original Soundtrack Album deel 2 uit 2013.

## Uitgave
| Jaar | Uitgever             | Medium | Lengte     | Opmerking |
| ---- | -------------------- | ------ | ---------- | --- |
| 1985 | Penta                | VHS    | 4 x 50 min | Oorspronkelijke versie die door de TROS is uitgezonden, en bevat verschillende scènes die in latere uitgaves zijn verwijderd. In 1991 opnieuw uitgebracht door Kidsstuf met de tekst "bekend van tv". Dit bleek later een illegale uitgave te zijn. |
| 1994 | CNR                  | VHS    | 3 x 60 min | Achtergrondmuziek en de begin- eindtune van Aad Klaris is toegevoegd (Hallo/Dag Vriendjes). Hiernaast is er ook achtergrondmuziek toegevoegd van diverse andere artiesten. Op de aftiteling staat het jaartal 1992 en op de hoes 1993. Deze versie werd op Kindernet uitgezonden. Deze uitgave staat beter bekend als de slagersbanden. Bassie en Adriaan hebben bij elk deel van deze versie een speciale in- en outro opgenomen in het jaar van deze uitgave. Titels video-uitgave 1994: - Het griengas - Een geheimzinnig eiland - Een gevaarlijk plan |
| 1997 | Arcade               | VHS    | 145 min    | Dubbelbox met achtergrondmuziek van Aad van Toor en Bert Smorenburg die de muziektoevoegingen van 1994 vervangt. Op de cover staat incorrect 180 minuten vermeld. In 2004 werd deze versie opnieuw uitgebracht op één videoband. Titels video-uitgave 1997: - Het griengas - De schuilplaats |
| 2002 | Bridge Entertainment | VHS    | 3 x 60 min | Heruitgave VHS versie 1994 nu met achtergrondmuziek van Aad van Toor en Bert Smorenburg die de muziektoevoegingen uit 1994 vervangt. |
| 2003 | Bridge Entertainment | Dvd    | 175 min    | Digitaal opgeknapt. Terugkeer van de oorspronkelijke begin- eindtune. De achtergrondmuziek van Aad van Toor en Bert Smorenburg uit 1997 is vervangen door stereoversies in een andere indeling. Robin de Robot is nu ingesproken door Ina van Toor. Deze versie werd op Nickelodeon uitgezonden. De dvd bevat als extra een aantal verwijderde scènes. In 2007 opnieuw uitgebracht op 2 dvd's en in 2012 wederom op 1 dvd. en in 2015 weer op 1 dvd |

## Verwijderde scènes

### Verwijderde scènes op dvd
Bij de dvd uitgave uit 2003 ontbreken een aantal scènes, die wel in de originele uitzendingen uit 1982 te zien zijn.
- Nadat Adriaan aan Bassie vraagt of hij naar de tent wil komen voor een optreden zingt Sweety Bassie en Adriaan.
- Bassie, die door het dakraam naar binnen probeert te komen, vraagt aan Sweety of hij een pootje wil uitsteken om te helpen.
- Circus optreden(*).
- Joris krijgt de opdracht groene haring met veel uitjes voor de professor mee te nemen uit Holland.
- Adriaan praat met een Oostenrijkse acrobaat terwijl Bassie aan komt lopen en zich in het gesprek voegt. Hierna gaat Bassie langs bij de kok van het circus en neem de krant mee.
- Als Robin het weer doet op het strand, zegt Robin: Alles is voor Robin.
- Na het hoorspel zegt Bassie: 'En je weet, tot de volgende keer, en wat er ook gebeurt altijd blijven lachen he Adriaan.'
- Op bezoek bij de minister(*)
- Droomwereld duiken(*)
- Robinson Crusoe(*)
- Ook een clown(*)
- Als Robin weet waar Joris zit en Bassie en Adriaan opstaan stoot Bassie de tafel om.
- Adriaan laat de houten boot aan Bassie zien.
- Robin maakt een grap tegen Jeroen op het vliegveld over het verschil tussen een warm bed en een ijskast.

(*) = staat op dvd als extra.

### Verwijderde scènes op VHS in 1994 en 1997
Bij de VHS-uitgaven uit 1994 en 1997 ontbreken nog een aantal scènes, die wel op de dvd te zien zijn.
- Bassie die B2 nadoet
- De droom Geheim Agenten (ontbreekt alleen in 1997)
- Het liedje Zeg stel je eens voor
- Het liedje Zo vrij als een vogel
- Het liedje We reizen met het hele circus
- Dialogen waarin Bassie en Adriaan de naam Robin noemen, voordat zij de robot de naam Robin geven (continuïteitsfout).
- Aan het eind van de laatste aflevering geven Bassie en Adriaan een rondleiding door het circus.

### Extra scènes op YouTube
- Bassie en Robin zingen Hou je rustig, hou je rustig, ze zijn 100 meter van de zender vandaan. Bassie prikt zich aan een cactus.
- Joris geeft de kapitein de opdracht dat de mannen terug moeten gaan.
- Joris en de kapitein varen met de boot terug naar de schuilplaats.
- Joris vraagt aan de kapitein of hij de boot goed opgeborgen heeft.

### Piratendroom en liedjeGa naar het bos, of het strand
Er is één verwijderde scène nooit uitgezonden, omdat hij niet volledig gefilmd is. In deze scène droomt Bassie dat hij en Adriaan tegen piraten vechten op zee aan boord van het schip de Gefion. De piraten werden gespeeld door Rob Hein (zwager Aad van Toor) en André van Toor (zoon Aad van Toor), die uiteindelijk overboord werden geslagen. In de repetities van deze scène kreeg Aad van Toor per ongeluk een tik op zijn rug, omdat de floret van Rob Hein doorzwiepte. Aad van Toor raakte hierdoor gewond (en hield er een litteken aan over). Hiernaast ging er tijdens de opname meer verkeerd, wat zorgde dat al na één opnameweek de crew achterliep op schema en besloten werd de scène te schrappen. Op de website van Aad van Toor staat wel een foto.
Hiernaast is het liedje Ga naar het bos, of het strand speciaal geschreven voor deze televisieserie. Wederom door tijdgebrek tijdens de opnames, is het liedje nooit verfilmd. Wel is deze te horen op de LP Bassie en Adriaan als geheime agenten uit 1982, waarvan in 1991 een cd verscheen.

## Trivia
- De auto van Bassie en Adriaan is een Talbot-Matra Rancho. Tijdens de opnames werden twee auto's gebruikt, waardoor de auto in deze serie twee verschillende kentekens heeft 'HJ-85-LJ' en 'HT-16-RS'.
- Toen Bassie en Adriaan met een propellervliegtuig naar de Canarische eilanden vlogen zei Adriaan dat ze al boven België vliegen en dat het nog 4 uur duurt voordat ze landen en zei dat ze met een snelheid van 300 kilometer per uur vlogen. Maar met een straalvliegtuig van Amsterdam naar de Canarische eilanden duurt de vlucht 4 uur. Een straalvliegtuig vliegt met een snelheid van 800 kilometer per uur. De verhoudingen kloppen hier niet.
- Het liedje Zo vrij als een vogel wordt ook gezongen in de serie Bassie en Adriaan en de geheimzinnige opdracht, namelijk als Bassie en Adriaan in België zijn en in een luchtballon zitten.
- De kapitein van de professor, Jeroen Vandersteen, is in een groot deel van de serie onder hypnose of veinst onder hypnose te zijn. Hij spreekt dan in Standaardnederlands. Wanneer hij echter openlijk niet onder hypnose is, spreekt hij plotseling Belgisch-Nederlands.
- Wanneer Adriaan Joris oppakt wanneer hij griengas door het caravanraam van Bassie & Adriaan spuit zegt Adriaan "Zo Joris" en de scène erna die zich in de caravan afspeelt vraagt Adriaan wie hij is.
- Deze serie werd ook op lp en cd uitgebracht als hoorspel onder de titel Bassie en Adriaan als geheime agenten.